# Élections législatives mauritaniennes de 1959
Les élections législatives mauritaniennes de 1959 se déroulent le 17 mai 1959 afin de pourvoir les 40 membres de l'Assemblée nationale de Mauritanie, alors état membre de la Communauté française.
Il s'agit des dernières législatives organisée sous la tutelle française avant l'indépendance du pays le 28 novembre de l'année suivante, ainsi que les dernières à avoir lieu de manière libre sous le multipartisme jusqu'en 1992, la Mauritanie devenant quelques années après l'indépendance un régime à parti unique
Les élections voient la victoire du Parti de Regroupement Mauritanien, qui remporte l'intégralité des sièges. Malgré la possibilité du multipartisme, le PRM se présente seul face aux électeurs, le Président du gouvernement territorial et futur président de la république Moktar Ould Daddah ayant fait fusionné l'Union progressiste mauritanienne avec la plupart des autres partis d'opposition afin de présenter un programme uni en faveur de l'indépendance.

## Mode de scrutin
L'Assemblée nationale est l'unique chambre du parlement monocaméral de Mauritanie. Elle est composée de quarante sièges dont les membres sont élus pour six ans.

## Résultats
|                           |                                         |         |       |        |     |  |  |  |  |
| Partis                    | Partis                                  | Votes   | %     | Sièges | +/- |  |  |  |  |
|                           | Parti de regroupement mauritanien (PRM) | 350 126 | 100   | 40     | 7   |  |  |  |  |
|                           |                                         |         |       |        |     |  |  |  |  |
| Suffrages exprimés        | Suffrages exprimés                      | 350 126 | 99,23 |        |     |  |  |  |  |
| Votes blancs et invalides | Votes blancs et invalides               | 2 725   | 0,77  |        |     |  |  |  |  |
| Total                     | Total                                   | 352 851 | 100   | 40     | 10  |  |  |  |  |
| Abstentions               | Abstentions                             | 34 978  | 0,81  |        |     |  |  |  |  |
| Inscrits / participation  | Inscrits / participation                | 387 829 | 90,19 |        |     |  |  |  |  |